# Голованово (Бумкомбинат)
Голованово (Бумкомбинат)  — микрорайон в Орджоникидзевском районе города Перми. Находится на северной оконечности района, на слиянии двух рек — Чусовая и Васильевка. Расстояние от микрорайона Голованово до центра города Перми (Главпочтамт) — 25 километров. Официальное название микрорайона — «Бумкомбинат», по местоположению градообразующего предприятия — Пермского целлюлозно-бумажного комбината.
К востоку от микрорайона на восточном берегу залива Камского водохранилища, образованного речкой Васильевка, находится одноименный поселок Голованово (ранее деревня), также входящий в Пермь. 
Большую часть площади микрорайона занимает частный сектор. Имеются так же и многоквартирные 2-10 — этажные дома. Имеется поликлиника.
В микрорайон из центра города проложен городской автобусный маршрут № 32. Около ПЦБК расположена железнодорожная станция «Голованово» Свердловской железной дороги.

## История
Деревня Голованова (Голованы) (в других источниках (ревизских сказках) — Верх Васильевки (недоступная ссылка)) упоминается с конца XVIII века.

## Транспортное сообщение

### Автобусы
- 22 ПВИ ВВ МВД (Гайва) — м-н Васильевка;
- 32 Центральный рынок — м-н Васильевка;
- 58 м-н Вышка-1 — м-н Васильевка.